# USS Woodbury (DD-309)
Za druga plovila z istim imenom glejte USS Woodbury.
USS Woodbury (DD-309) je bil rušilec razreda Clemson v sestavi Vojne mornarice Združenih držav Amerike.
Rušilec je bil poimenovan po ameriškemu pravniku in politiku Leviju Woodburyju.

## Zgodovina
Rušilec je bil del eskadre rušilcev, ki je bila vpletena v nesrečo pri Honda Pointu (največjo mirnodobno izgubo Vojne mornarice ZDA), ko je nasedlo sedem rušilcev.